# Емільяно-романьйольська мова

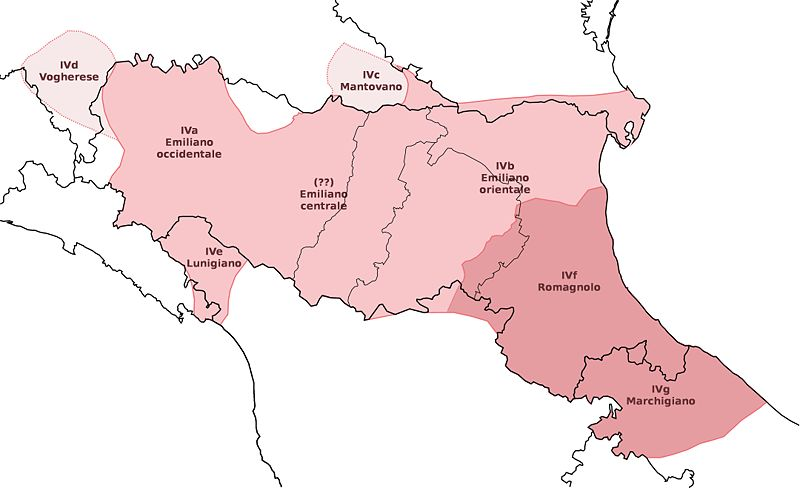
Територія розповсюдження еміліано-романьйольської мови

Емільяно-романьйольська мова (емільяно-романьйольський діалект; самоназва. Emiliàn e rumagnòl, emigliàn-rumagnôl) — одна з галло-італійських мов, поширена переважно на півдні північної Італії (область Емілія-Романья). Традиційно відноситься до «італійських діалектів». У Емілії-Романьї цією мовою володіє, за різними даними, від 2 до 3,5 млн осіб (90 % населення області).
Мова поширена на північному заході Італії від П'яченци до Равенни, між Апеннінами, річкою По і Адріатичним морем, а також у південній Ломбардії (райони Мантуї і Павії) і півночі Тоскани (район Луніджани), а також півночі Марке (провінція Пезаро).

## Діалекти
Емільянська зона — чіткі обриси має лише південна межа по природному гребеню Апеннін між емільянськими й тосканськими діалектами.
- Західно-емільянський діалект — райони П'яченци і Парми.
- Центрально-емільянський діалект — райони Реджо і Модени.
- Східно-емільянський діалект — райони Феррари і Болоньї, за винятком східної частини провінції.

Романьйольська зона — кордон між емільянською і романьйольською зонами досить умовний, частина його проходить по річці Сілларо так, що до романьйольського ареалу належить схід емільянської провінції Болонья. До діалектів романьйольського типу належать і говори півночі області Марке до річки Езіно, що включає провінцію Пезаро-е-Урбіно.
- Діалект Північної Романьї — район Равенни.
- Діалект Південної Романьї — район Форлі.
- Сан-Маринський діалект (Sammarinese).

Перехідні говірки
- Мантуанські говірки (Mantovano) — перехідні, що поєднують в собі риси емільянського, ломбардського і венетського типів.
- Говори Вогера і Павії (Vogherese-Pavese) — на півдні Ломбардії. Змішані — поєднують риси емільянського, п'ємонтського, лігурійського і ломбардського діалектів.
- Говори Луніджани (Lunigiano) — Північний захід Тоскани. Можливо, перехідного Емільяно-Лігурійського типу.